# Grško seno
Grško seno (znanstveno ime Trigonella foenum-graecum) tudi sabljasti triplat, mnogosemenski triplat, smiljka je rastlina iz družine metuljnic (Fabaceae).
To je pokončna enoletna rastlina, ki lahko naraste 40–90 cm. Ima lahke zelene liste in majhne bele cvetove. Stročje vsebujejo 10–20 majhnih, ravnih, rumeno-rjavih semen, ostrega okusa in močne arome.
V Aziji oz. bližnjem in srednjem vzhodu je pomembna začimba ter nujna sestavina karija, pripisujejo pa se ji tudi zdravilni učinki pri sladkorni bolezni, visokem holesterolu, zdravljenju kroničnega kašlja, slabokrvnosti, pomanjkanju apetita, rahitisu, zapeki, zdravljenje trebušnih motenj in stimulacijo prebave; uporablja se za močnejše izločanje mleka pri dojiljah. Rastlina naj bi bila uporabna tudi pri lajšanju erektilnih motenj in pomanjkanju spolne sle.